# Пам'ятки архітектури Ківерцівського району
Станом на 1 січня 2009 року у Ківерцівському районі Волинської області нараховується 33 пам'яток архітектури, з яких 20 — національного значення.
| № п/п                  | Найменування пам'ятки (матеріал)               | Адреса                    | Дата спорудження (автор)           | Охор. № та № у комплексі | Дата і № рішення                                                   |
| Національного значення | Національного значення                         | Національного значення    | Національного значення             | Національного значення   | Національного значення                                             |
| ---------------------- | ---------------------------------------------- | ------------------------- | ---------------------------------- | ------------------------ | ------------------------------------------------------------------ |
|                        | Комплекс колегіати                             | смт. Олика                | 17 ст.                             | 116                      |                                                                    |
| 1                      | Троїцький костел (колегіата) (мур.)            | смт. Олика                | 1640 р. арх. Б.Моллі, Я. Моліверна | 116/1                    | Постанова Ради Міністрів УРСР від 24.08.63 № 970                   |
| 2                      | Дзвіниця (мур.)                                | смт. Олика                | 1650 р.                            | 116/2                    | -//-                                                               |
| 3                      | Мури з баштами та брамами (мур.)               | смт. Олика                | 1650 р.                            | 116/3                    | -//-                                                               |
| 4                      | Замок Радзивіла (мур.)                         | смт. Олика                | 1564 р.                            | 117                      | -//-                                                               |
| 5                      | Петропавлівський костел (мур.)                 | смт. Олика                | 1450-1612 рр.                      | 118                      | -//-                                                               |
| 6                      | Миколаївський монастир                         | с. Жидичин                | 1703 р.-19 ст.                     | 119                      | -//-                                                               |
| 7                      | Миколаївська церква (мур.)                     | с. Жидичин                | 1723 р.                            | 119/1                    | -//-                                                               |
| 8                      | Дзвіниця (мур.)                                | с. Жидичин                | 17 ст.                             | 119/2                    | -//-                                                               |
| 9                      | Будинок митрополита (мур.)                     | с. Жидичин                | 1723 р.                            | 119/3                    | -//-                                                               |
| 10                     | Стрітенська церква (мур.)                      | с. Залісочне              | 1784 р.                            | 120/1                    | -//-                                                               |
| 11                     | Дзвіниця Стрітенської церкви (дер.)            | с. Залісочне              | 1806 р.                            | 120/2                    | -//-                                                               |
| 12                     | Михайлівська церква (дер.)                     | с. Липне                  | 1770 р.                            | 122/1                    | -//-                                                               |
| 13                     | Дзвіниця Михайлівської церкви (дер.)           | с. Липне                  | кін. 19 ст.                        | 122/2                    | -//-                                                               |
| 14                     | Михайлівська церква (дер.)                     | с. Макаревичі             | 1776 р.                            | 123/1                    | -//-                                                               |
| 15                     | Дзвіниця Михайлівської церкви (дер.)           | с. Макаревичі             | 1776 р.                            | 123/2                    | -//-                                                               |
| 16                     | Покровська церква (дер.)                       | с. Метельне               | 1810 р.                            | 124/1                    | -//-                                                               |
| 17                     | Дзвіниця Покровської церкви (дер.)             | с. Метельне               | кін. 19 ст.                        | 124/2                    | -//-                                                               |
| 18                     | В'їзна (Луцька) брама міських укріплень (мур.) | смт. Олика                | 30-і роки 17 ст.                   | 1026                     | Постанова Ради Міністрів УРСР від 06.09.79 № 442                   |
| Місцевого значення     |                                                |                           |                                    |                          |                                                                    |
| 19                     | Костел (мур.)                                  | м. Ківерці                | 1930 р.                            | 165-м                    | Рішення виконкому обласної ради від 03.04.92 № 76                  |
| 20                     | Церква Святої Трійці (мур.)                    | с. Тростянець             | 1650 р.                            | 72-м                     | Рішення виконкому обласної ради від 27.08.90 № 187                 |
| 21                     | Покровська церква (мур.)                       | смт. Цумань               | 1843 р.                            | 73-м                     | -//-                                                               |
| 22                     | Церква Іоанна Богослова (дер.)                 | с. Сильне                 | 1825 р.                            | 74-м                     | -//-                                                               |
| 23                     | Адмінбудівля (мур.)                            | смт. Олика, Радянська, 5  | 1901 р.                            | 75-м                     | -//-                                                               |
| 24                     | Житловий будинок (мур.)                        | смт. Олика, Радянська, 3  | поч. 20 ст.                        | 76-м                     | -//-                                                               |
| 25                     | Житловий будинок                               | смт. Олика, Радянська, 3а | поч. 20 ст.                        | 77-м                     | -//-                                                               |
| 26                     | Костел (мур.)                                  | смт. Олика, Біганського   | 20 ст.                             | 78-м                     | -//-                                                               |
| 27                     | Миколаївська церква (дер.)                     | с. Журавичі               | 20 ст.                             | 162-м                    | Рішення виконкому обласної ради від 03.04.92 № 76                  |
| 28                     | Кірха (Вознесенська церква) (мур.)             | с. Завітне                | 1920 р.                            | 163-м                    | Рішення виконкому обласної ради від 03.04.92 № 76                  |
| 29                     | Воскресенська церква (дер.)                    | с. Звірів                 | 20 ст.                             | 164-м                    | -//-                                                               |
| 30                     | Покровська церква (дер.)                       | с. Озеро                  | 1900 р.                            | 166-м                    | -//-                                                               |
| 31                     | Троїцька церква (дер.)                         | смт. Олика                | 1886 р.                            | 167-м                    | -//-                                                               |
| 32                     | Церква Іоанна Предтечі (дер.)                  | с. Прилуцьке              | 1932 р.                            | 168-м                    | -//-                                                               |
| 33                     | Костел                                         | смт. Цумань               | 20 ст.                             | 286-м                    | Розпорядження обласної державної адміністрації від 09.03.98. № 107 |
|                        |                                                |                           |                                    |                          |                                                                    |

## Джерело
- [Архівовано 9 листопада 2016 у Wayback Machine.] Пам'ятки Волинської області